# Äänekoski
Äänekoski is een gemeente en stad in de Finse provincie West-Finland en in de Finse regio Centraal-Finland. De gemeente heeft een landoppervlakte van 884,62 km² en telt 18.120 inwoners (2022).

## Plaatsen
- Äänekoski
- Suolahti

## Geboren
- Jari Kinnunen (1966), voetballer
- Kimmo Kinnunen (1968), atleet